# クバーナ航空455便爆破事件
座標: 北緯13度3.32分 西経59度33.51分 / 北緯13.05533度 西経59.55850度
クバーナ航空455便爆破事件（Cubana Flight 455）は、1976年10月6日にキューバの民間航空機に対する爆破テロによって発生した航空事故である。

## 事件の概要
1976年10月6日、クバーナ航空（キューバ航空）455便はダグラスDC-8-43（機体記号:CU-T1201）で運航されており、ガイアナのジョージタウンからトリニダード・トバゴとバルバドスとジャマイカを経由してキューバのハバナに向かうフライトプランであった。
455便は経由地のバルバドスのシーウェル空港（現在のグラントレー・アダムス国際空港）を離陸し次の経由地であるジャマイカのキングストンに向かうはずであった。ところが離陸して9分後、18000フィートを飛行していた午後5時24分に機体後部の洗面所で爆発が発生した。機長は直ちに「機内で爆発が起きた！機が急降下しています、火災も発生しています。非常事態であり緊急着陸を要請します！」"We have an explosion aboard, we are descending immediately! ... We have fire on board! We are requesting immediate landing! We have a total emergency!"と管制塔に連絡した。
機長は空港へ引き返そうとしたが、そこで第二の爆発が発生した。この時機体後部から煙を出しながら雲の下を飛行している姿が目撃された。もはや無事に着陸するのは不可能と判断したかのように、455便は大きく右旋回しながら海岸から離れていった。そして空港から8Km、ブリッジタウンの沖合16Km離れたカリブ海に機首を上げた状態で突入してしまった。
この事故により、乗員25名と乗客48名の計73名全員が死亡した。455便の搭乗者の国籍はキューバが57名、ガイアナが11名、北朝鮮が5名であった。この乗客にはキューバのフェンシングのナショナルチームのメンバー24名が含まれており、多くは10代であった。他にもキューバ政府の高官数名も含まれていた。なお、ガイアナ人は医学生と外交官夫妻、朝鮮人は北朝鮮政府高官とカメラマンであったという。
455便が墜落したのは、爆発で発生した火災で機内で有毒ガスが発生し、操縦乗員が意識を失ったためと推測されている。

## 事故の真相

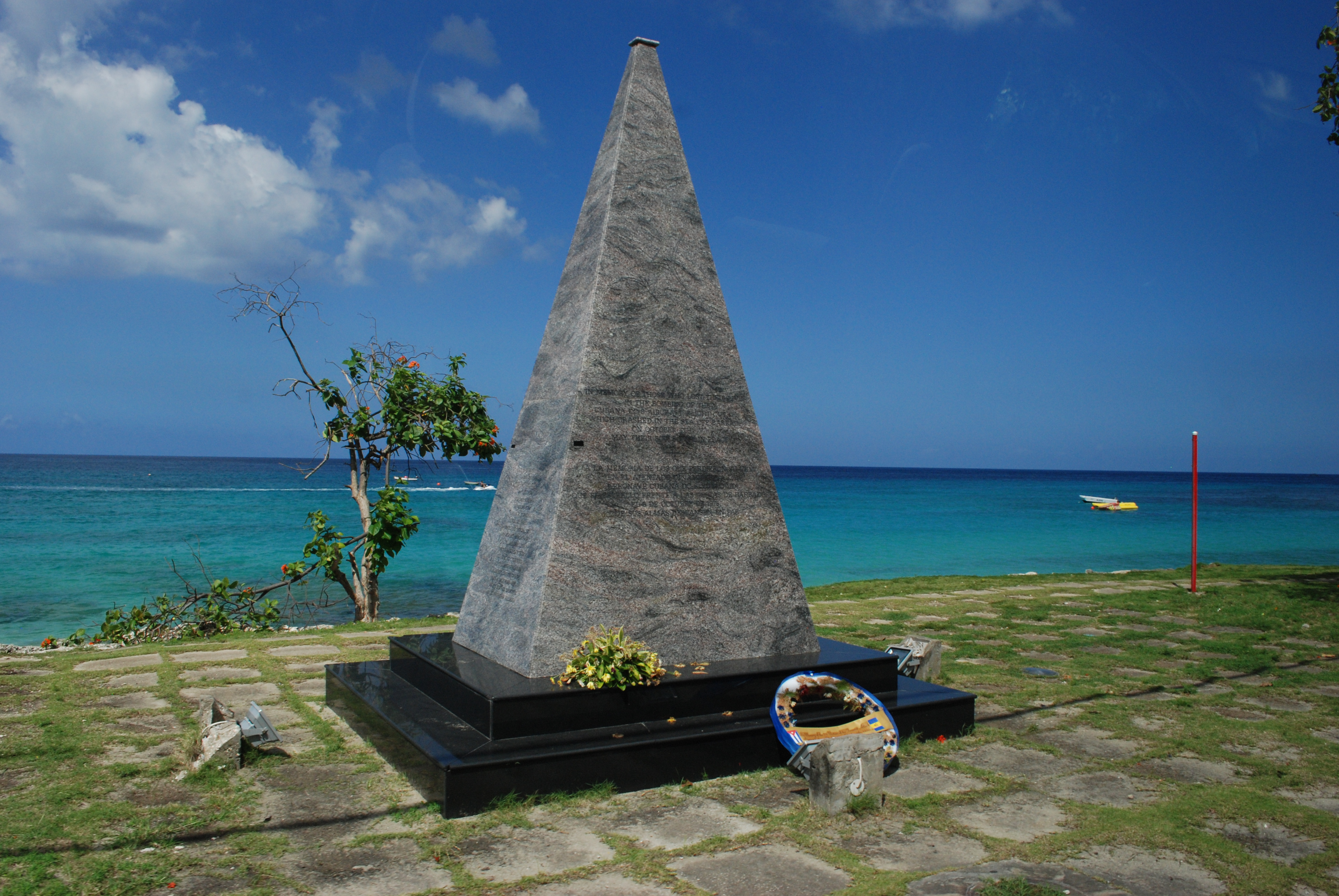
事件の追悼碑

爆発が機体後部で発生したことから、当初はテロによるものとみられていた。被疑者としてキューバのカストロ政権に反発する反カストロ主義者が考えられた。455便に偽名で搭乗してバルバドスで降りた2名のベネズエラ人をトリニダード当局が逮捕し、その自供から事件の首謀者としてルイス・ポサダ・カリレスら2名が逮捕された。
事件の裁判はベネズエラで行われたが、1980年9月に同国の軍事裁判所は「証拠不十分」を事由に無罪を宣告した。これは不可解なことにバルバドスの捜査当局が収集した証拠資料の提出が遅れた上に、翻訳（バルバドスの公用語は英語、ベネズエラの公用語はスペイン語）されなかったのが原因であるという。しかし、ルイス・ポサダ・カリレスが首謀者であったことが、2007年5月に機密指定が解除されたCIAおよびFBIの公文書において判明している。この中でポサダがCIAに長年協力しており、ポサダがクバーナ航空455便を爆破した実行犯の一員であると断言されている。
ポサダはその後もキューバに対するテロ活動を行っていたとされ、キューバの観光産業への打撃を狙った1997年のハバナにおける連続爆弾テロの時もベネズエラに滞在していた。だが、2005年4月になってからポサダがアメリカのマイアミへ逃走し、政治亡命を申請した。その際、ポサダの顧問弁護士がアメリカ合衆国連邦政府に保護される要件としてポサダがアメリカのために対外破壊工作活動に協力してきた点を強調した。そのためか2007年5月8日、エルパソ連邦地裁は尋問に不備があったとして、ポサダに対する全ての訴状を却下しポサダを釈放した。そのためベネズエラ、キューバ両国の外相はテロ活動に対する「アメリカの二重基準」を厳しく批判した。ポサダはその後も逮捕されることなく、2018年5月23日にマイアミで死去した。
1998年、カストロ議長がバルバドスを訪れた際にバルバドスの西海岸で事件の慰霊碑の除幕式が行われた。

## 引用
1. ↑  LUIS POSADA CARRILES: The Declassified Record（The National Security Archive, the George Washington University、英語）
2. ↑  「米政府は『二重基準』ベネズエラとキューバが批判」 しんぶん赤旗